# Llista de topònims de Vilanova de Prades
Llista de topònims (noms propis de lloc) del municipi de Vilanova de Prades, a la Conca de Barberà
Informació actualitzada per un bot. Els canvis manuals es perdran quan s'actualitzi!

## cabana
| imatge | Nom                          | Ubicat a           | instància de | Detalls | coordenades                                                          | Protecció | Commons (més fotos) | Dades a WD                    |
| ------ | ---------------------------- | ------------------ | ------------ | ------- | -------------------------------------------------------------------- | --------- | ------------------- | ----------------------------- |
|        | barraca del Baro             | Vilanova de Prades | cabana       |         | 41° 20′ 42″ N, 0° 55′ 14″ E / 41.3448889465825°N,0.920634584918845°E |           |                     | Modifica les dades a Wikidata |
|        | barraca del Bosquet          | Vilanova de Prades | cabana       |         | 41° 19′ 56″ N, 0° 58′ 06″ E / 41.3321120269033°N,0.96824194738594°E  |           |                     | Modifica les dades a Wikidata |
|        | barraca del Flaret           | Vilanova de Prades | cabana       |         | 41° 20′ 13″ N, 0° 55′ 03″ E / 41.3369589770263°N,0.917433241076536°E |           |                     | Modifica les dades a Wikidata |
|        | barraca del Gaspar           | Vilanova de Prades | cabana       |         | 41° 20′ 34″ N, 0° 54′ 52″ E / 41.3426598058729°N,0.914419045606676°E |           |                     | Modifica les dades a Wikidata |
|        | barraca del Pistol           | Vilanova de Prades | cabana       |         | 41° 20′ 29″ N, 0° 54′ 48″ E / 41.3414593542923°N,0.913286138465751°E |           |                     | Modifica les dades a Wikidata |
|        | caseta del Quelo             | Vilanova de Prades | cabana       |         | 41° 20′ 46″ N, 0° 55′ 09″ E / 41.3461432215089°N,0.919267978174574°E |           |                     | Modifica les dades a Wikidata |
|        | corral de l'Alzina           | Vilanova de Prades | cabana       |         | 41° 19′ 24″ N, 0° 56′ 16″ E / 41.323302680633°N,0.93776645557576°E   |           |                     | Modifica les dades a Wikidata |
|        | corral del Bernat            | Vilanova de Prades | cabana       |         | 41° 20′ 09″ N, 0° 56′ 02″ E / 41.335840886324°N,0.93378582181089°E   |           |                     | Modifica les dades a Wikidata |
|        | corral del Gaspar            | Vilanova de Prades | cabana       |         | 41° 20′ 42″ N, 0° 54′ 41″ E / 41.3450545292853°N,0.911378526615569°E |           |                     | Modifica les dades a Wikidata |
|        | corral del Macià             | Vilanova de Prades | cabana       |         | 41° 19′ 51″ N, 0° 57′ 50″ E / 41.3309718787896°N,0.963868059905792°E |           |                     | Modifica les dades a Wikidata |
|        | corral del Ruau i del Flaret | Vilanova de Prades | cabana       |         | 41° 20′ 18″ N, 0° 55′ 15″ E / 41.3383240734568°N,0.92070008034931°E  |           |                     | Modifica les dades a Wikidata |
|        | corral del Sanç              | Vilanova de Prades | cabana       |         | 41° 20′ 12″ N, 0° 58′ 39″ E / 41.3366185266537°N,0.9776143988919°E   |           |                     | Modifica les dades a Wikidata |
|        | corrals del Mas d'en Segarra | Vilanova de Prades | cabana       |         | 41° 19′ 51″ N, 0° 57′ 51″ E / 41.3308262411865°N,0.964290824141561°E |           |                     | Modifica les dades a Wikidata |

## cova
| imatge | Nom                 | Ubicat a           | instància de | Detalls | coordenades                                                          | Protecció | Commons (més fotos) | Dades a WD                    |
| ------ | ------------------- | ------------------ | ------------ | ------- | -------------------------------------------------------------------- | --------- | ------------------- | ----------------------------- |
|        | Cova Castanyola     | Vilanova de Prades | cova         |         | 41° 20′ 55″ N, 0° 55′ 39″ E / 41.3485514504563°N,0.927438547242236°E |           |                     | Modifica les dades a Wikidata |
|        | cova de les Bigues  | Vilanova de Prades | cova         |         | 41° 21′ 09″ N, 0° 57′ 23″ E / 41.3523832635256°N,0.956351507132042°E |           |                     | Modifica les dades a Wikidata |
|        | cova del Castanyola | Vilanova de Prades | cova         |         | 41° 20′ 51″ N, 0° 55′ 35″ E / 41.3475791793152°N,0.9264653920873°E   |           |                     | Modifica les dades a Wikidata |
|        | cova del Feliu      | Vilanova de Prades | cova         |         | 41° 20′ 49″ N, 0° 56′ 46″ E / 41.3468966825382°N,0.94616050735337°E  |           |                     | Modifica les dades a Wikidata |
|        | cova del Nano       | Vilanova de Prades | cova         |         | 41° 21′ 06″ N, 0° 57′ 13″ E / 41.351543736082°N,0.953712221320564°E  |           |                     | Modifica les dades a Wikidata |

## curs d'aigua
| imatge | Nom                | Ubicat a                              | instància de | Detalls                            | coordenades                                                                                               | Protecció | Commons (més fotos) | Dades a WD                    |
| ------ | ------------------ | ------------------------------------- | ------------ | ---------------------------------- | --- | --------- | ------------------- | ----------------------------- |
|        | barranc de la Coma | Vilanova de Prades                    | curs d'aigua | Desemboca: riu del Molí Llarg: 2km | |           |                     | Modifica les dades a Wikidata |
|        | riu de Prades      | Prades Vilanova de Prades Ulldemolins | curs d'aigua | Desemboca: riu de Montsant         | 41° 19′ 19″ N, 0° 51′ 23″ E / 41.322063°N,0.856445°E 41° 19′ 40″ N, 1° 00′ 55″ E / 41.327762°N,1.015378°E |           |                     | Modifica les dades a Wikidata |

## edifici
| imatge | Nom                                       | Ubicat a           | instància de | Detalls                     | coordenades                                                       | Protecció                                  | Commons (més fotos) | Dades a WD                    |
| ------ | ----------------------------------------- | ------------------ | ------------ | --------------------------- | ----------------------------------------------------------------- | ------------------------------------------ | ------------------- | ----------------------------- |
|        | Castell i vila de Vilanova de Prades      | Vilanova de Prades | edifici      | Estil: arquitectura popular | 41° 20′ 51″ N, 0° 57′ 17″ E / 41.34757657°N,0.95459547°E 902 msnm | bé integrant del patrimoni cultural català |                     | Modifica les dades a Wikidata |
|        | Porta adovellada                          | Vilanova de Prades | edifici      | Estil: arquitectura popular | 41° 20′ 53″ N, 0° 57′ 22″ E / 41.348144°N,0.956203°E              | bé integrant del patrimoni cultural català |                     | Modifica les dades a Wikidata |
|        | Porta del cementiri de Vilanova de Prades | Vilanova de Prades | edifici      | Estil: arquitectura popular | 41° 20′ 56″ N, 0° 57′ 38″ E / 41.348927°N,0.960568°E              | bé integrant del patrimoni cultural català |                     | Modifica les dades a Wikidata |

## església
| imatge | Nom                                 | Ubicat a           | instància de | Detalls                     | coordenades                                          | Protecció                                  | Commons (més fotos)                 | Dades a WD                    |
| ------ | ----------------------------------- | ------------------ | ------------ | --------------------------- | ---------------------------------------------------- | ------------------------------------------ | ----------------------------------- | ----------------------------- |
|        | Sant Antoni de Vilanova de Prades   | Vilanova de Prades | església     | Estil: arquitectura popular | 41° 20′ 57″ N, 0° 57′ 38″ E / 41.349144°N,0.960595°E | bé integrant del patrimoni cultural català |                                     | Modifica les dades a Wikidata |
|        | Sant Salvador de Vilanova de Prades | Vilanova de Prades | església     | Estil: arquitectura barroca | 41° 20′ 54″ N, 0° 57′ 19″ E / 41.3482°N,0.955397°E   | bé cultural d'interès local                | Sant Salvador de Vilanova de Prades | Modifica les dades a Wikidata |

## font
| imatge | Nom                  | Ubicat a           | instància de | Detalls | coordenades                                                          | Protecció | Commons (més fotos) | Dades a WD                    |
| ------ | -------------------- | ------------------ | ------------ | ------- | -------------------------------------------------------------------- | --------- | ------------------- | ----------------------------- |
|        | font de Sants        | Vilanova de Prades | font         |         | 41° 20′ 39″ N, 0° 55′ 47″ E / 41.3441316965728°N,0.929586652062593°E |           |                     | Modifica les dades a Wikidata |
|        | font de la Martina   | Vilanova de Prades | font         |         | 41° 20′ 44″ N, 0° 58′ 04″ E / 41.3455799096931°N,0.967870985188207°E |           |                     | Modifica les dades a Wikidata |
|        | font del Claudi      | Vilanova de Prades | font         |         | 41° 21′ 12″ N, 0° 59′ 09″ E / 41.3532807281321°N,0.985788761461693°E |           |                     | Modifica les dades a Wikidata |
|        | font dels Segalassos | Vilanova de Prades | font         |         | 41° 19′ 29″ N, 0° 56′ 10″ E / 41.3246121939951°N,0.936023667565371°E |           |                     | Modifica les dades a Wikidata |

## masia
| imatge | Nom                       | Ubicat a                                  | instància de | Detalls | coordenades                                                          | Protecció | Commons (més fotos) | Dades a WD                    |
| ------ | ------------------------- | ----------------------------------------- | ------------ | ------- | -------------------------------------------------------------------- | --------- | ------------------- | ----------------------------- |
|        | Caseta del Ros            | Vilanova de Prades                        | masia        |         | 41° 19′ 31″ N, 0° 57′ 19″ E / 41.3252795561185°N,0.955239414466732°E |           |                     | Modifica les dades a Wikidata |
|        | Mas d'en Ponç             | Cornudella de Montsant Vilanova de Prades | masia        |         | 41° 19′ 26″ N, 0° 55′ 29″ E / 41.323966663344°N,0.92460275454729°E   |           |                     | Modifica les dades a Wikidata |
|        | Mas d'en Povals           | Vilanova de Prades                        | masia        |         | 41° 20′ 05″ N, 0° 54′ 49″ E / 41.3348437376798°N,0.913533225901857°E |           |                     | Modifica les dades a Wikidata |
|        | Mas de Viern              | Vilanova de Prades                        | masia        |         | 41° 21′ 13″ N, 0° 59′ 01″ E / 41.3536575716281°N,0.983649405830666°E |           |                     | Modifica les dades a Wikidata |
|        | Mas del Baro              | Vilanova de Prades                        | masia        |         | 41° 20′ 34″ N, 0° 55′ 03″ E / 41.3427340675993°N,0.917524064674718°E |           |                     | Modifica les dades a Wikidata |
|        | Mas del Flaret            | Vilanova de Prades                        | masia        |         | 41° 20′ 14″ N, 0° 55′ 07″ E / 41.3371046708246°N,0.918516090958209°E |           |                     | Modifica les dades a Wikidata |
|        | Mas del Ruau              | Vilanova de Prades                        | masia        |         | 41° 20′ 17″ N, 0° 55′ 23″ E / 41.3379681253882°N,0.922934223311094°E |           |                     | Modifica les dades a Wikidata |
|        | Mas del Sixera            | Vilanova de Prades                        | masia        |         | 41° 20′ 46″ N, 0° 54′ 54″ E / 41.3462111225132°N,0.915058663768326°E |           |                     | Modifica les dades a Wikidata |
|        | Mas del Xiquet            | Vilanova de Prades                        | masia        |         | 41° 20′ 09″ N, 0° 54′ 51″ E / 41.3358023462498°N,0.914243536410455°E |           |                     | Modifica les dades a Wikidata |
|        | Maset del Clot de Manrell | Vilanova de Prades                        | masia        |         | 41° 19′ 58″ N, 0° 57′ 01″ E / 41.3328931451156°N,0.950328908667692°E |           |                     | Modifica les dades a Wikidata |
|        | Maset del Plans           | Vilanova de Prades                        | masia        |         | 41° 19′ 59″ N, 0° 56′ 11″ E / 41.333183230835°N,0.93625977060648°E   |           |                     | Modifica les dades a Wikidata |

## molí d'aigua
| imatge | Nom                  | Ubicat a           | instància de | Detalls                     | coordenades                                                          | Protecció                                  | Commons (més fotos) | Dades a WD                    |
| ------ | -------------------- | ------------------ | ------------ | --------------------------- | -------------------------------------------------------------------- | ------------------------------------------ | ------------------- | ----------------------------- |
|        | Molinet del Gaietano | Vilanova de Prades | molí d'aigua | Estat: ruïnós               | 41° 19′ 55″ N, 0° 57′ 19″ E / 41.331911°N,0.955316°E 828 msnm        |                                            |                     | Modifica les dades a Wikidata |
|        | Molí d'Alentorn      | Vilanova de Prades | molí d'aigua | Estil: arquitectura popular | 41° 20′ 05″ N, 0° 56′ 44″ E / 41.334733°N,0.945472°E                 | bé integrant del patrimoni cultural català |                     | Modifica les dades a Wikidata |
|        | Molí de l'Alentorn   | Vilanova de Prades | molí d'aigua |                             | 41° 19′ 47″ N, 0° 56′ 57″ E / 41.3297031798588°N,0.949234018740726°E |                                            |                     | Modifica les dades a Wikidata |
|        | Molí de l'Olivar     | Vilanova de Prades | molí d'aigua | Estil: arquitectura popular | 41° 20′ 03″ N, 0° 57′ 04″ E / 41.334255°N,0.951214°E                 | bé integrant del patrimoni cultural català |                     | Modifica les dades a Wikidata |
|        | Molí de la Vila      | Vilanova de Prades | molí d'aigua | Estil: arquitectura popular | 41° 19′ 44″ N, 0° 57′ 31″ E / 41.328927°N,0.958474°E                 | bé integrant del patrimoni cultural català |                     | Modifica les dades a Wikidata |
|        | Molí del Mano        | Vilanova de Prades | molí d'aigua | Estil: arquitectura popular | 41° 20′ 09″ N, 0° 56′ 56″ E / 41.335754°N,0.948895°E                 | bé integrant del patrimoni cultural català |                     | Modifica les dades a Wikidata |
|        | Molí del Viles       | Vilanova de Prades | molí d'aigua |                             | 41° 20′ 08″ N, 0° 56′ 53″ E / 41.3355620629807°N,0.947962718129796°E |                                            |                     | Modifica les dades a Wikidata |

## muntanya
| imatge | Nom               | Ubicat a                                | instància de | Detalls | coordenades                                                             | Protecció | Commons (més fotos) | Dades a WD                    |
| ------ | ----------------- | --------------------------------------- | ------------ | ------- | ----------------------------------------------------------------------- | --------- | ------------------- | ----------------------------- |
|        | Castellona        | Vilanova de Prades                      | muntanya     |         | 41° 19′ 40″ N, 0° 56′ 29″ E / 41.32769167°N,0.94145°E 931.2 msnm        |           |                     | Modifica les dades a Wikidata |
|        | Penya Alta        | la Pobla de Cérvoles Vilanova de Prades | muntanya     |         | 41° 21′ 02″ N, 0° 56′ 47″ E / 41.35063222°N,0.94632222°E 1016.3 msnm    |           |                     | Modifica les dades a Wikidata |
|        | Puig Ventós       | Vilanova de Prades                      | muntanya     |         | 41° 19′ 43″ N, 0° 55′ 02″ E / 41.32871667°N,0.91724472°E 833.1 msnm     |           |                     | Modifica les dades a Wikidata |
|        | Punta de Viern    | Vilanova de Prades                      | muntanya     |         | 41° 21′ 35″ N, 0° 58′ 06″ E / 41.35978611°N,0.96833389°E 904.3 msnm     |           |                     | Modifica les dades a Wikidata |
|        | Punta del Curull  | Vilanova de Prades el Vilosell          | muntanya     |         | 41° 21′ 19″ N, 0° 57′ 52″ E / 41.3552988479°N,0.96432912146°E 1022 msnm |           | Punta del Curull    | Modifica les dades a Wikidata |
|        | Punta del Moliner | Vilanova de Prades                      | muntanya     |         | 41° 20′ 51″ N, 0° 54′ 16″ E / 41.3476°N,0.904361°E 901.5 msnm           |           |                     | Modifica les dades a Wikidata |
|        | Punta del Ponç    | Vilanova de Prades                      | muntanya     |         | 41° 20′ 51″ N, 0° 54′ 05″ E / 41.34745833°N,0.90146139°E 891.9 msnm     |           |                     | Modifica les dades a Wikidata |
|        | el Puig           | Vilanova de Prades                      | muntanya     |         | 41° 20′ 21″ N, 0° 58′ 21″ E / 41.33908333°N,0.9725°E 1075.4 msnm        |           |                     | Modifica les dades a Wikidata |

## Misc
| imatge | Nom                                     | Ubicat a                                                        | instància de                                   | Detalls                     | coordenades | Protecció                                  | Commons (més fotos) | Dades a WD                    |
| ------ | --------------------------------------- | --------------------------------------------------------------- | ---------------------------------------------- | --------------------------- | --- | ------------------------------------------ | ------------------- | ----------------------------- |
|        | Cal Miquel                              | Vilanova de Prades                                              | casa                                           | Estil: arquitectura popular | 41° 20′ 53″ N, 0° 57′ 23″ E / 41.348014°N,0.956464°E                                                                    | bé integrant del patrimoni cultural català |                     | Modifica les dades a Wikidata |
|        | Coll de l'Abellar                       | la Pobla de Cérvoles Vilanova de Prades                         | collada jaciment arqueològic                   |                             | 41° 21′ 06″ N, 0° 56′ 51″ E / 41.35165°N,0.947636°E                                                                     | bé integrant del patrimoni cultural català |                     | Modifica les dades a Wikidata |
|        | Nucli de Vilanova de Prades             | Vilanova de Prades                                              | centre històric                                |                             | 41° 20′ 51″ N, 0° 57′ 17″ E / 41.34758°N,0.9546°E                                                                       | bé cultural d'interès local                |                     | Modifica les dades a Wikidata |
|        | Vilanova de Prades                      | Vilanova de Prades                                              | entitat singular de població capital municipal | 110 hab                     | 41° 20′ 55″ N, 0° 57′ 24″ E / 41.3485°N,0.95667°E 889 msnm                                                              |                                            |                     | Modifica les dades a Wikidata |
|        | casa consistorial de Vilanova de Prades | Vilanova de Prades                                              | casa consistorial                              |                             | 41° 20′ 53″ N, 0° 57′ 22″ E / 41.3480844°N,0.9560506°E                                                                  |                                            |                     | Modifica les dades a Wikidata |
|        | serra de la Llena                       | Vilanova de Prades Ulldemolins la Pobla de Cérvoles el Vilosell | serra                                          |                             | 41° 20′ 36″ N, 0° 53′ 32″ E / 41.34333333°N,0.89222222°E 41° 20′ 23″ N, 0° 52′ 10″ E / 41.3397°N,0.869423°E 1021.2 msnm |                                            | Serra de la Llena   | Modifica les dades a Wikidata |